# Trem intercidades

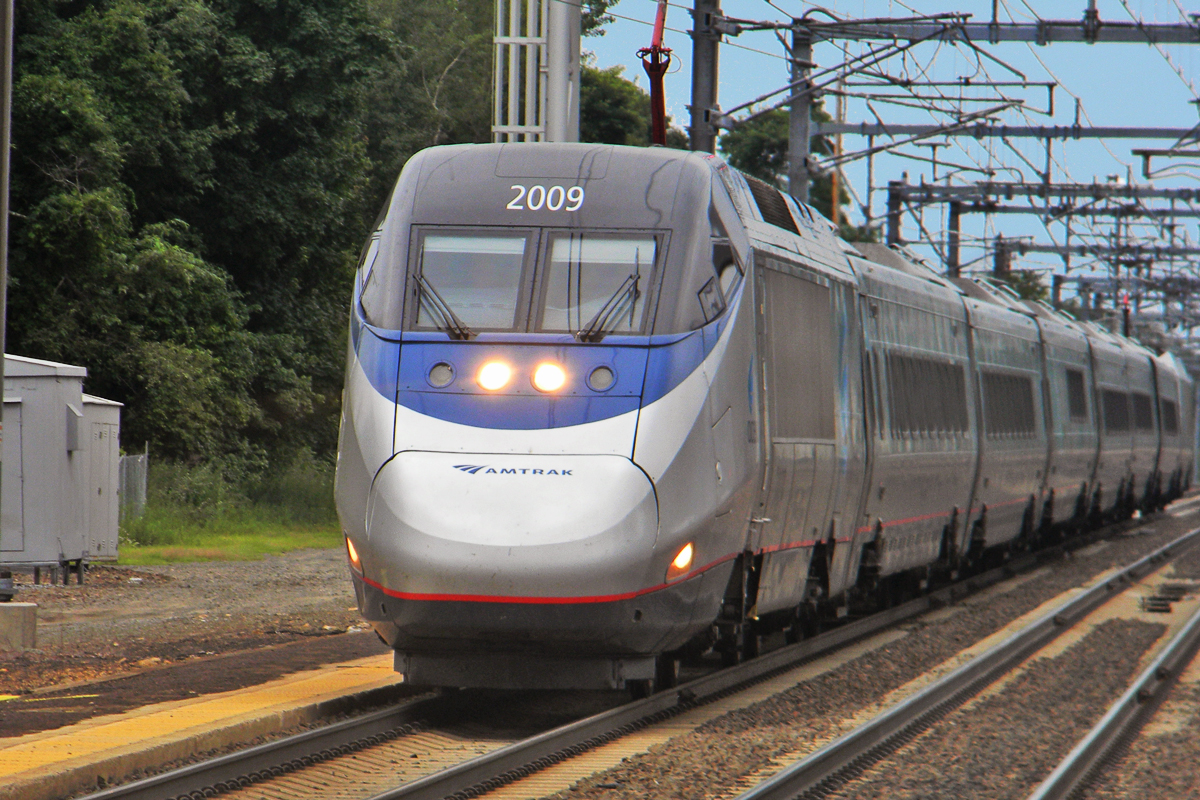
Um trem de alta velocidade Acela Express viajando no movimentado Corredor Nordeste entre Boston e Washington, DC em julho de 2011

O trem intercidades ou interurbano é um serviço de trem expresso de passageiros que operam serviços que conectam cidades em distâncias maiores do que os trens suburbanos e os regionais. Eles incluem serviços ferroviários que não são trens urbanos de curta distância dentro de uma área urbana nem trens regionais lentos que param em todas as estações e cobrem apenas viagens locais. Um trem intercidades é normalmente um trem expresso com paradas limitadas e vagões confortáveis para atender a viagens de longa distância.

## Velocidade
As velocidades das linhas ferroviárias intercidades são bastante diversas, variando de 50 km/h em uma área montanhosa ou em trilhos não desenvolvidos a 200-350 km/h em trilhos recém-construídos ou melhorados. Como resultado, o trem interurbano pode ou não se enquadrar na categoria de alta prestação ferroviária ou de alta velocidade ferroviária. O ideal é que a velocidade média do serviço ferroviário intermunicipal seja superior a 100 km/h para ser competitivo com carros, ônibus e outros métodos de transporte.

### Distância do trem intercidades

#### 50 – 100 km
A distância de uma viagem de trem intercidades geralmente é de pelo menos 50 a 100 km (30 a 60 milhas), embora em muitas áreas metropolitanas grandes os serviços regionais e de passageiros cobrem distâncias iguais ou maiores. Exemplos de países com distâncias relativamente curtas de trens intercidades com padrões de serviço comparáveis aos trens regionais incluem Bélgica, Israel, Holanda e Suíça.

#### 100 – 500 km
Uma distância de 100 a 500 km é uma distância de viagem comum para trens intercidades em muitos países. Em muitos casos, a viagem de trem é mais competitiva em cerca de duas a três horas de viagem. O trem intercidades pode competir com rodovias e viagens aéreas de curta distância para viagens dessa distância. A maioria das principais rotas ferroviárias intercidades da Europa, como Londres a Birmingham, Paris a Lyon e Lisboa a Porto, cobrem essa faixa de distâncias.

#### 500–1000 km
Em viagens de 500 a 1.000 km, o papel da ferrovia intercidades é frequentemente substituído por viagens aéreas mais rápidas. O desenvolvimento de trens de alta velocidade em alguns países aumenta a participação da ferrovia nessas viagens de longa distância. O TGV Paris-Marselha (750 km ou 3 horas) e o Shinkansen Tóquio-Aomori (675 km ou 3 horas) são exemplos desse tipo de viagem. Em trens convencionais que não são de alta velocidade, trens noturnos são comuns para essa distância.

#### 1000 km ou mais
Em alguns países com uma densa rede ferroviária, um grande território ou menos transporte aéreo e automóvel, como a China, a Índia e a Rússia, os serviços noturnos de comboios de longa distância são prestados e utilizados na prática.
Em muitos outros países, as viagens de comboio de longa distância foram substituídas por viagens de avião, exceto para fins turísticos ou de lazer, viagens de comboio de luxo ou com custos significativos. Os serviços de longo curso da Amtrak nos Estados Unidos, o serviço canadiano da Via Rail no Canadá e o Indian Pacific na Austrália são exemplos.
Trens de alta velocidade mais rápidos, de 350 km, como o trem de alta velocidade Pequim-Xangai na China (1.300 km ou 5 horas) e Tóquio-Sapporo no proposto Hokkaido Shinkansen no Japão (1.030 km ou 4 horas), podem desempenhar um papel significativo nas viagens de longa distância no futuro.

## África
Argélia: SNTF
Egito: Ferrovias Nacionais Egípcias
Quênia: Ferrovia Mombasa-Nairóbi
Marrocos: ONCF
África do Sul: Shosholoza Meyl

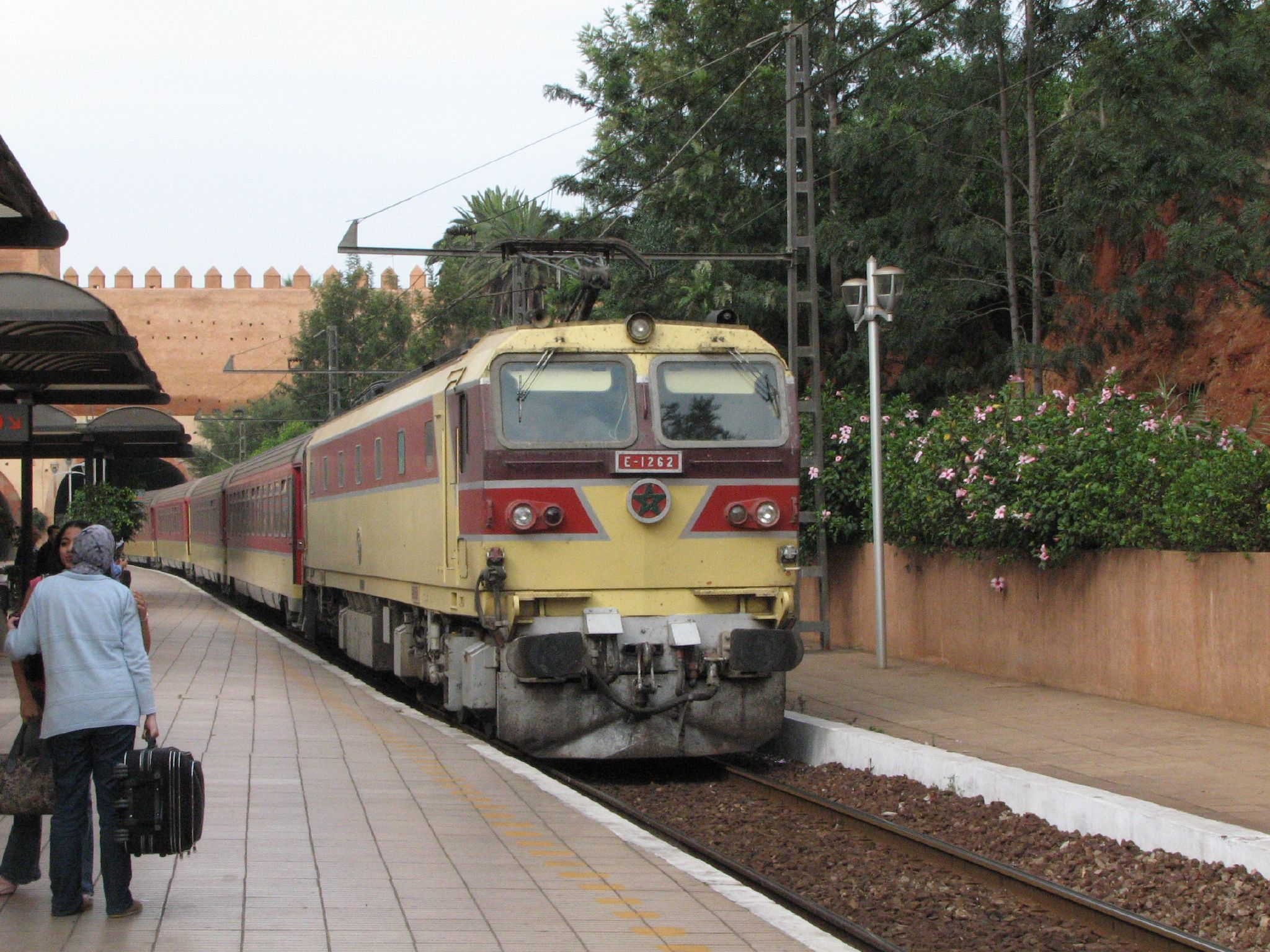
Um trem intermunicipal marroquino na estação de Rabat

Tunísia: Ferrovias da Tunísia (SNCFT)

## América do Norte

#### Canadá

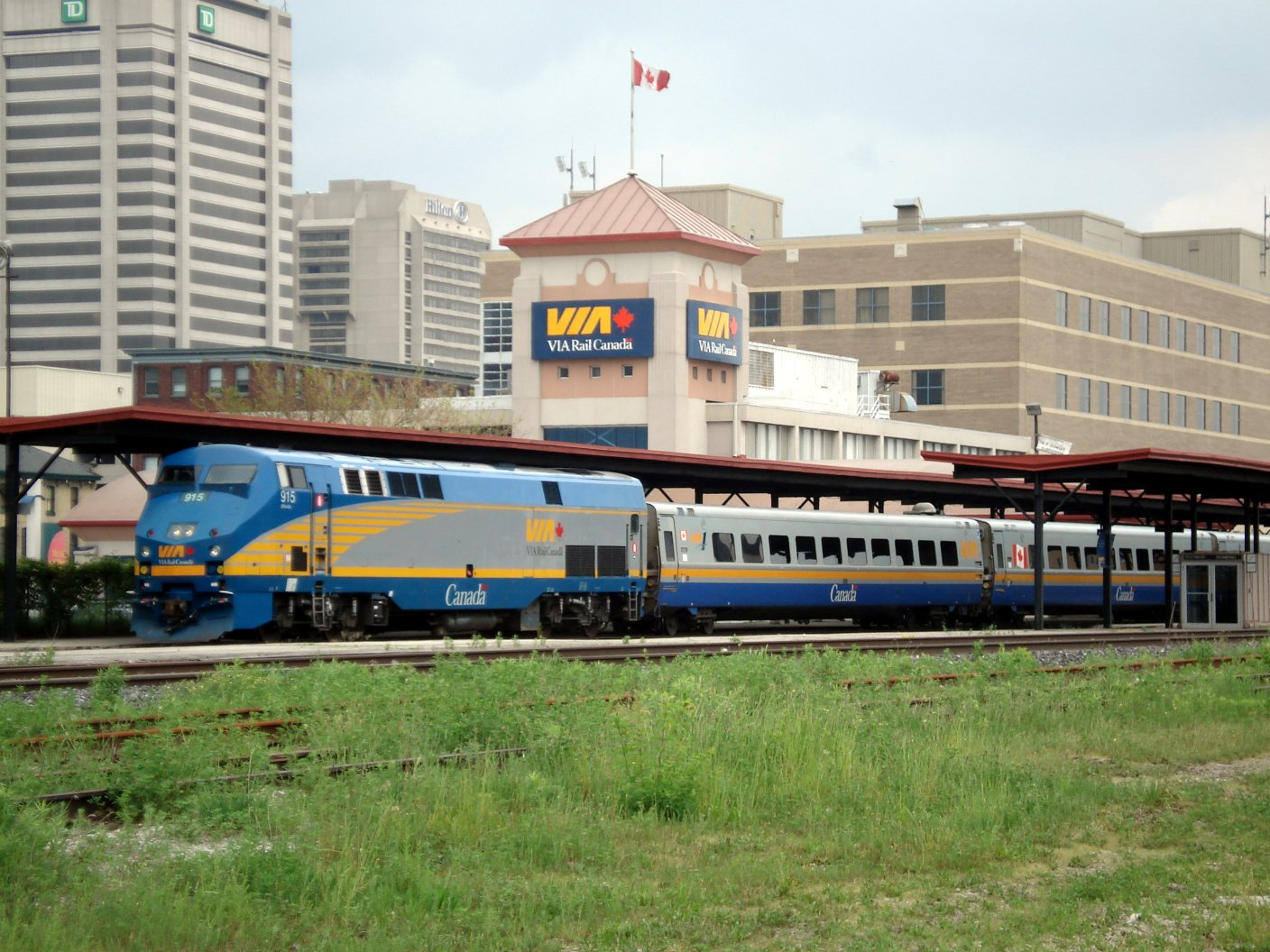
Um trem Via Rail em London station em London, Ontario

Os trens intercidades do Canadá são administrados principalmente pela Via Rail, uma crown corporation (corporação do coroa) canadense mandatada para operar o serviço ferroviário intercidades de passageiros no Canadá. A maioria de seus serviços conecta as principais cidades na parte mais populosa do país conhecida como Quebec City - Windsor Corridor, abrangendo as províncias de Ontário e Quebec. Ela também opera trens de longa distância para o Oeste do Canadá e the Maritimes nas linhas Canadian e Ocean e por trens menores para áreas mais remotas do Canadá. Muito parecido com os Estados Unidos, o Canadá já tinha uma rede ferroviária intercidades maior antes da década de 1970; certas cidades importantes, como Calgary e Regina carecem de conexões com a rede Via Rail existente, e o uso de trens de passageiros fora da cidade de Quebec - Corredor de Windsor é pouco frequente e voltado para o mercado de turismo.
Os trens internacionais, operados em conjunto pela Amtrak e pela Via Rail, conectam New York City com Toronto via o trem Maple Leaf. A empresa pública estado-unidense Amtrak também opera o Adirondack entre Nova York e Montreal, e o serviço Amtrak Cascades ligando Vancouver e Seattle . Além disso, White Pass e Yukon Route conecta Skagway e Whitehorse em uma rota isolada do norte.
Outros operadores ferroviários de passageiros intercidades incluem a Ontario Northland Railway, que opera serviços de passageiros entre Cochrane e Moosonee na zona rural do Norte de Ontario e luxury train  operadores como o Royal Canadian Pacific e Rocky Mountaineer, que operam passeios ferroviários no Canadá Ocidental.

#### Estados Unidos

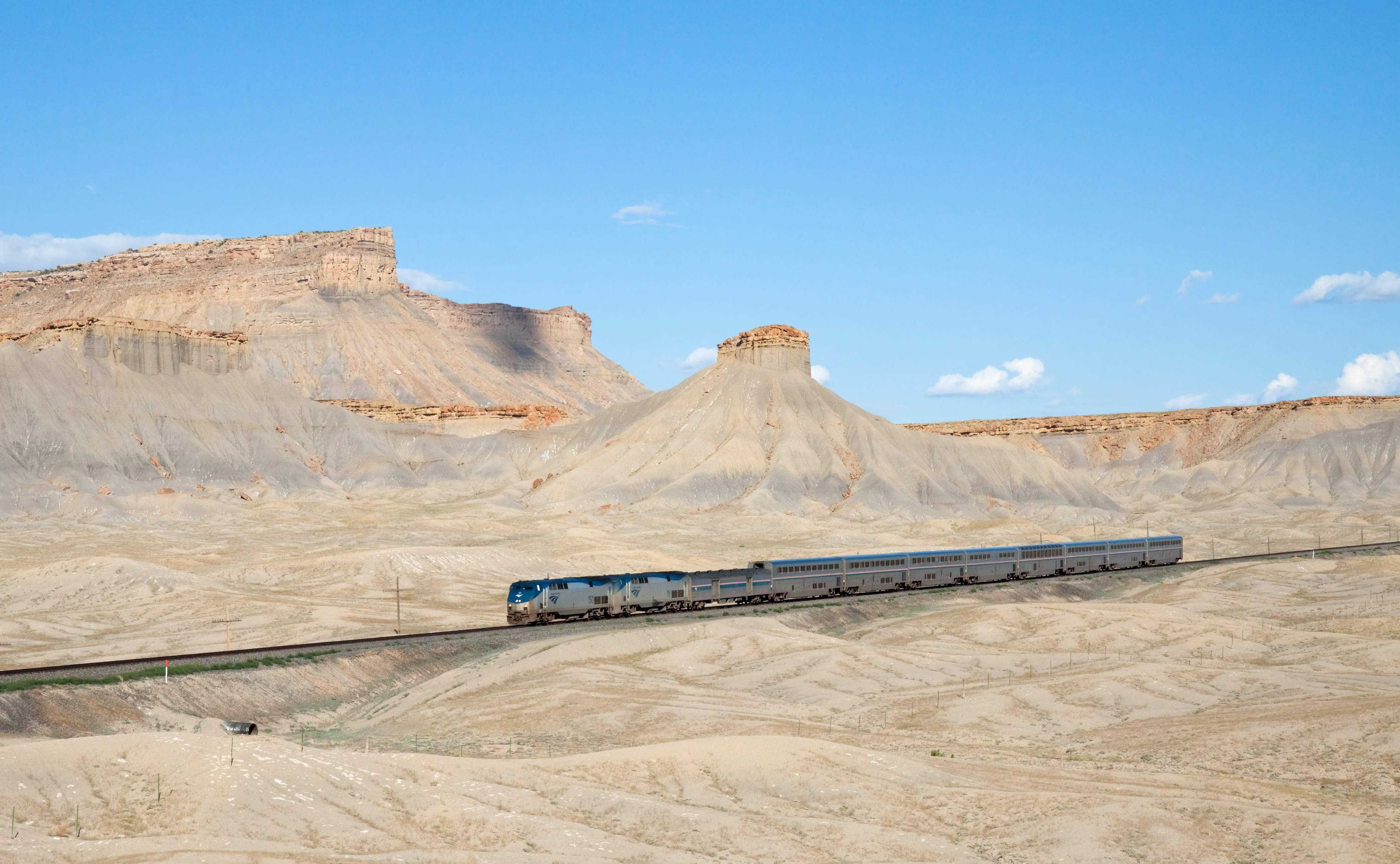
O oeste California Zephyr em Book Cliffs em Utah

Havia um denso sistema de ferrovias intercidades nos Estados Unidos no final do século XIX e início do século XX. Após o declínio das ferrovias de passageiros na América do Norte na década de 1960, as linhas intercidades diminuíram muito e hoje o sistema nacional é muito menos denso. As rotas mais usadas com o maior número de passageiros e frequências de horários estão no Nordeste dos Estados Unidos no Corredor Nordeste da Amtrak. Cerca de um em cada três usuários de transporte público nos Estados Unidos e dois terços dos usuários ferroviários do país vivem em Nova York. As duas estações ferroviárias de passageiros mais movimentadas nos Estados Unidos são Penn Station e Grand Central Terminal, ambas em Manhattan, Nova York. O trem de passageiros fora do Nordeste,  Noroeste, Califórnia e área metropolitana de Chicago é pouco frequente e raramente usado em relação às redes na Europa e no Japão.
As linhas de passageiros na maior parte dos Estados Unidos são operadas pela corporação quase-pública Amtrak. A separada Alaska Railroad, que também é de propriedade do governo, opera trens de passageiros em Alaska, e o serviço ferroviário privado Brightline opera em Florida. O sistema California High-Speed Rail começou a ser construído em 2015 e visa conectar os principais centros de empregos na Califórnia.
Vários novos corredores ferroviários foram identificados para desenvolvimento privado em todo o país. Isso inclui o corredor Brightline West de Las Vegas a Victor Valley, Califórnia, a Texas Central Railway entre Dallas e Houston em  Texas, e outros.

#### México

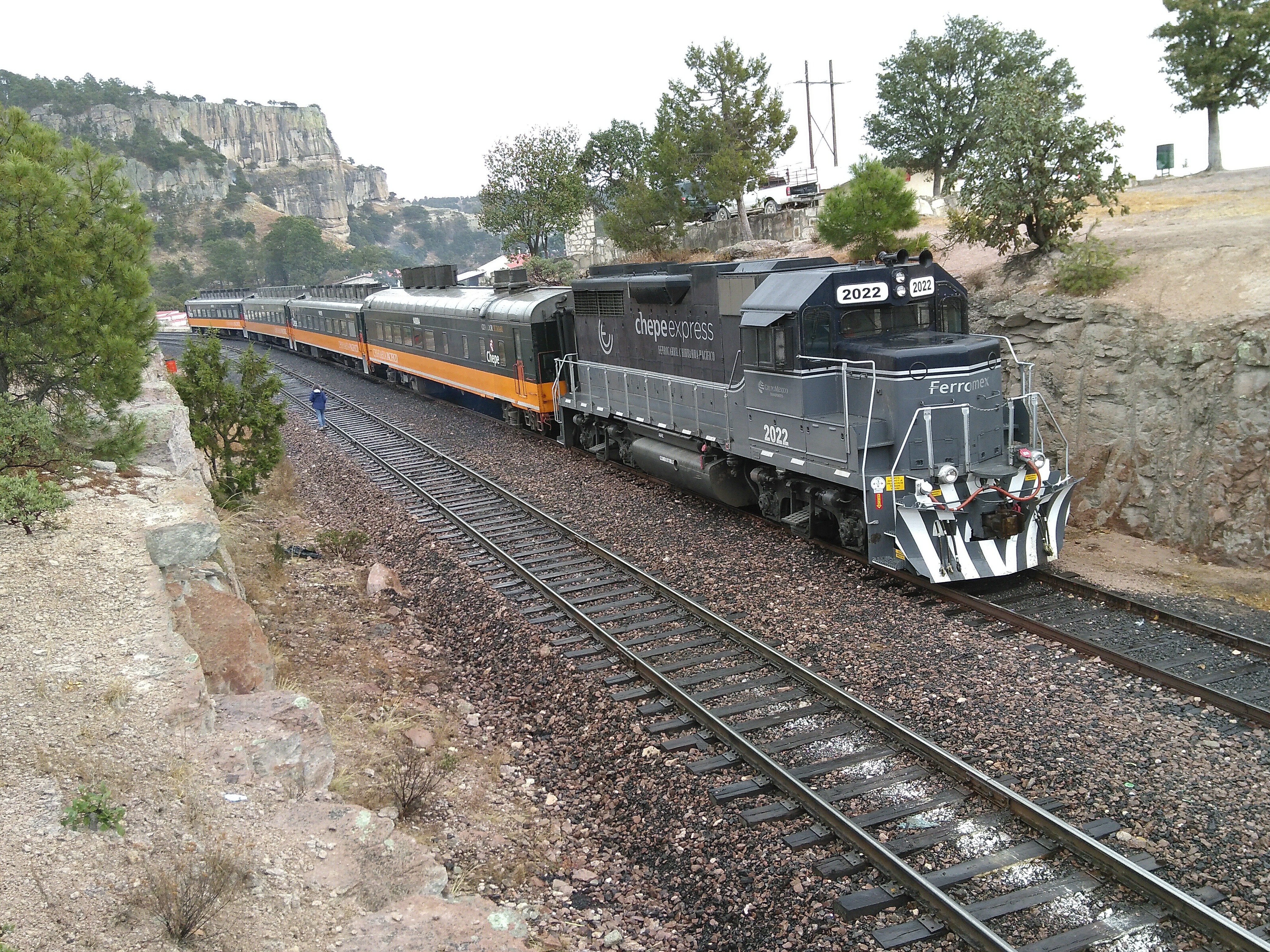
Ferrocarril Chihuahua al Pacífico (Ferrovia Chihuahua-Pacífico) em México

No México, o governo federal suspendeu quase todos os trens de passageiros intercidades programados em junho de 2001. Ferromex opera trens em três rotas: Cidade de Chihuahua para Los Mochis,  Torreón para Felipe Pescador e Guadalajara para Amatitán. O presidente mexicano Enrique Peña Nieto propôs trens intercidades, incluindo de Cidade do México para Toluca (a construção começou em 7 de julho de 2014), o trem peninsular de Yucatán para Riviera Maya e o trem de alta velocidade México-Querétaro de Puebla para Tlaxcala e Cidade do México com expansão futura para Guadalajara.

## América do Sul

#### Argentina
A Argentina tem serviços intercidades em várias rotas, administrados pela Operadora Ferroviaria Sociedad del Estado. Os trens na Argentina estão passando por um renascimento, já que o governo pretende restabelecer os trens de passageiros de longa distância entre as principais cidades.

#### Bolívia
Os serviços de trens intercidades na Bolívia são operados por duas empresas ferroviárias: Oriental e Ocidental. A rede ocidental opera trens diários de Oruro a Tupiza, com trens expresso (rápidos) e WaraWara (lentos). O centro ferroviário do leste é Santa Cruz de la Sierra, com conexões para Puerto Suárez e Villamontes, e linhas internacionais para o Brasil e a Argentina.

#### Brasil
Os serviços intercidades do Brasil operam em duas rotas, uma de Vitória a Belo Horizonte (Estrada de Ferro Vitória-Minas) e outra de Parauapebas a São Luís. Um terceiro serviço foi proposto pelo governo do estado de São Paulo para operar de São Paulo a Americana.

#### Chile
O TerraSur na Estación Chillán, o serviço ferroviário intercidades mais rápido do Chile, atingindo 150 kmh na seção mais rápida de sua rota
O Chile tem serviços intercidades que conectam Santiago a Chillán e, ocasionalmente, a Temuco, operados pela Empresa de los Ferrocarriles del Estado. O mais rápido do Chile (e da América do Sul [carece de fontes]) é o TerraSur, que atinge cerca de 150 km/h (93 mph).

## Ásia Oriental

#### China
Os trens operados pela China Railway ligam quase todas as cidades da República Popular da China, incluindo Pequim, Guangzhou, Xangai, Shenzhen e Xi'an, além de Shenzhen, atravessando a fronteira até Kowloon, em Hong Kong. Novas linhas de alta velocidade de 200 a 350 km/h são construídas, e muitas linhas convencionais também são atualizadas para operação a 200 km/h. Atualmente, há sete linhas intercidades de alta velocidade na China, com até 21 planejadas. Elas são operadas de forma independente das linhas de trem de alta velocidade, muitas vezes paralelas.

##### Japão

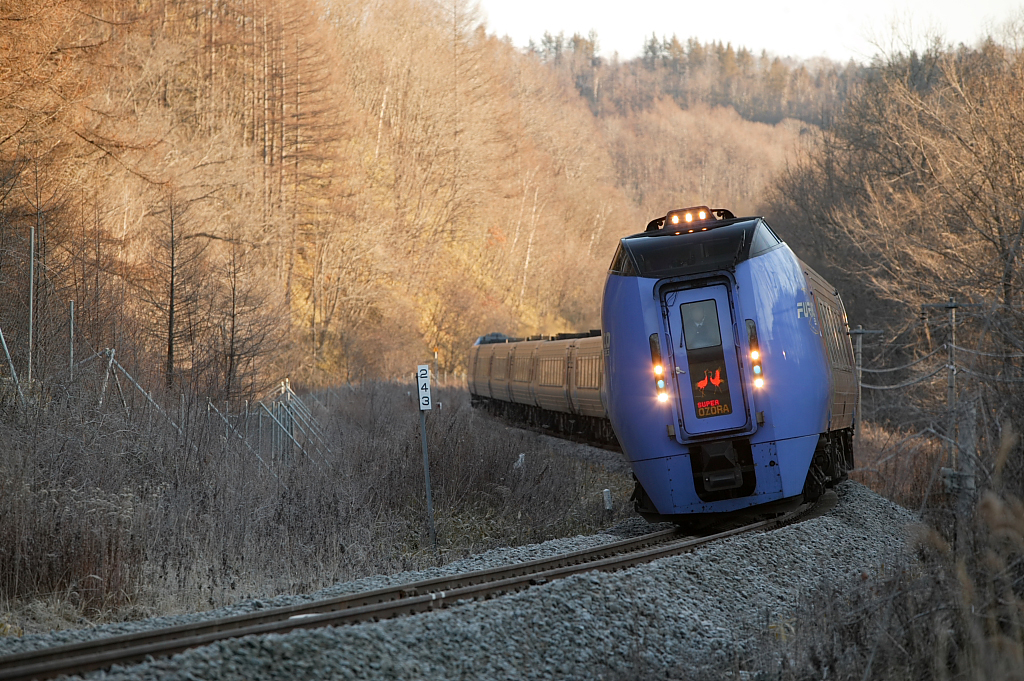
Um trem basculante DMU expresso Super Ōzora no Japão

O Japão tem seis principais empresas ferroviárias regionais de passageiros, conhecidas coletivamente como Japan Railways Group ou simplesmente JR. Cinco empresas da JR operam os "trens-bala" em linhas Shinkansen muito rápidas e frequentes que ligam todas as grandes cidades, incluindo Tóquio, Yokohama, Nagoya, Kyoto, Osaka, Hiroshima, Fukuoka e muitas outras.
Muitas outras cidades são cobertas por uma rede de trens expressos intercidades limitados da JR em linhas de bitola estreita de 1.067 mm. As principais cidades são cobertas por serviços de trem convenientes a cada uma hora ou mais frequentes. Além do Grupo JR, o Japão tem grandes operadoras ferroviárias privadas, como a Kintetsu, a Meitetsu, a Tobu Railway e a Odakyu Electric Railway, que operam serviços interurbanos "expressos limitados".

##### Hong Kong

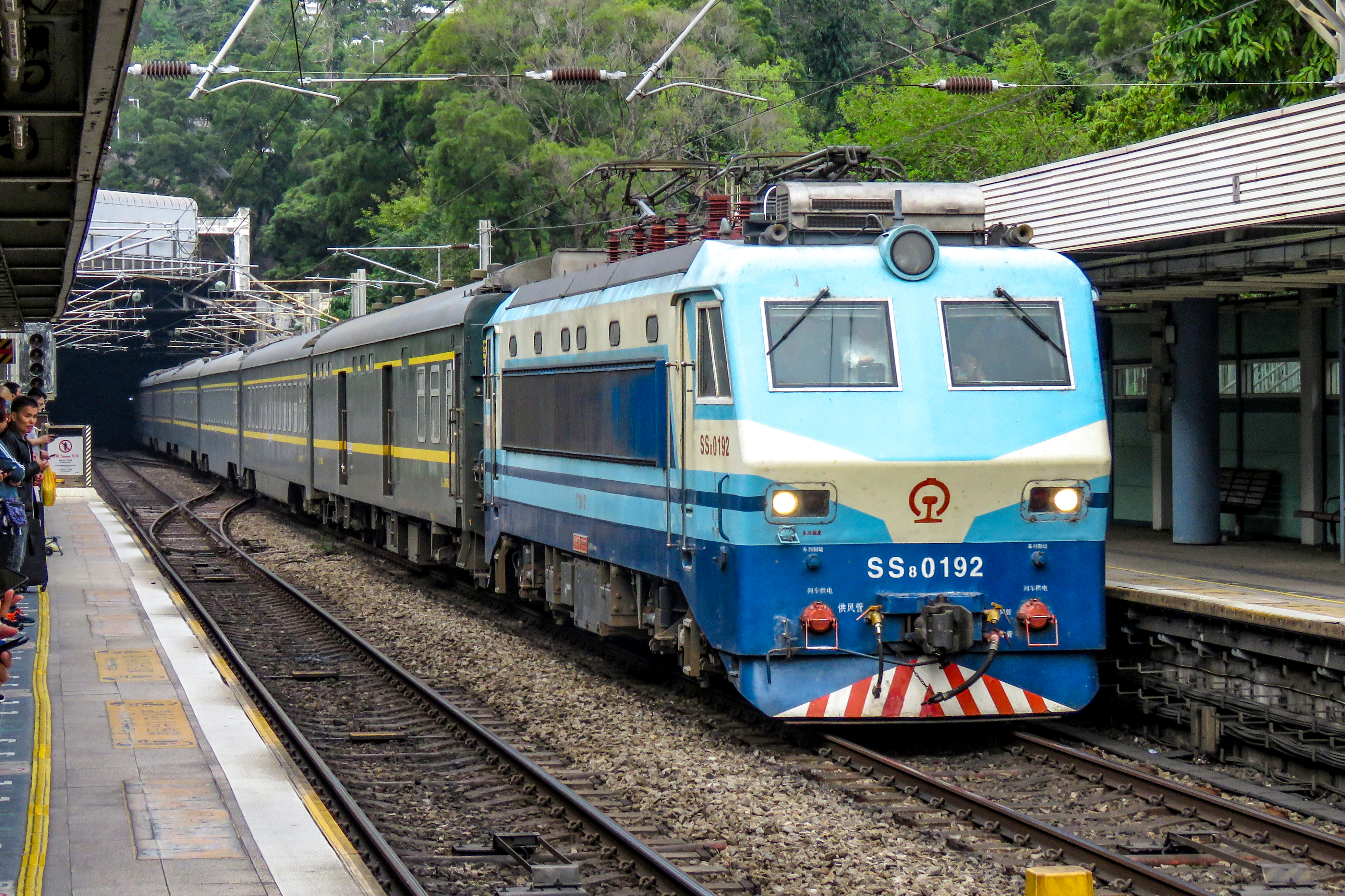
Pequim-Kowloon através de trem, rebocado por uma locomotiva elétrica SS8, passando pela estação Kowloon Tong em Hong Kong

Os serviços ferroviários intercidades que cruzam a fronteira entre Hong Kong e China (geralmente conhecidos como trens de passagem) são operados em conjunto pela MTR Corporation Limited de Hong Kong e pelo Ministério das Ferrovias da República Popular da China. Atualmente, a estação Hung Hom é a única estação no território onde os passageiros podem pegar esses trens transfronteiriços. Os passageiros são obrigados a passar pelas inspeções de imigração e alfândega de Hong Kong antes de embarcar ou desembarcar de um trem transfronteiriço. Atualmente, há três serviços de trens transfronteiriços na linha convencional:
- Entre Hong Kong e Pequim (Pequim-Kowloon por meio de trem)
- Entre Hong Kong e Xangai (Xangai-Kowloon por meio de trem)
- Entre Hong Kong e Guangzhou (Guangzhou-Kowloon por meio de trem)

Um novo serviço de travessia de fronteira, o Guangzhou-Shenzhen-Hong Kong Express Rail Link, foi aprovado e recebeu HKD 6,6 bilhões em financiamento pelo Comitê de Finanças do Conselho Legislativo. A linha foi inaugurada em 2018 com uma nova estação West Kowloon Terminus no centro da cidade.

##### Taiwan
O litoral de Taiwan é conectado por serviços frequentes de trens intercidades da Taiwan Railway Administration. O trem de alta velocidade de Taiwan, inaugurado em 2007, cobre o corredor mais populoso da costa oeste.
Existe o expresso Chu-kuang (莒光號) e o expresso limitado Tze-chiang (自強號).

##### Coreia do Sul

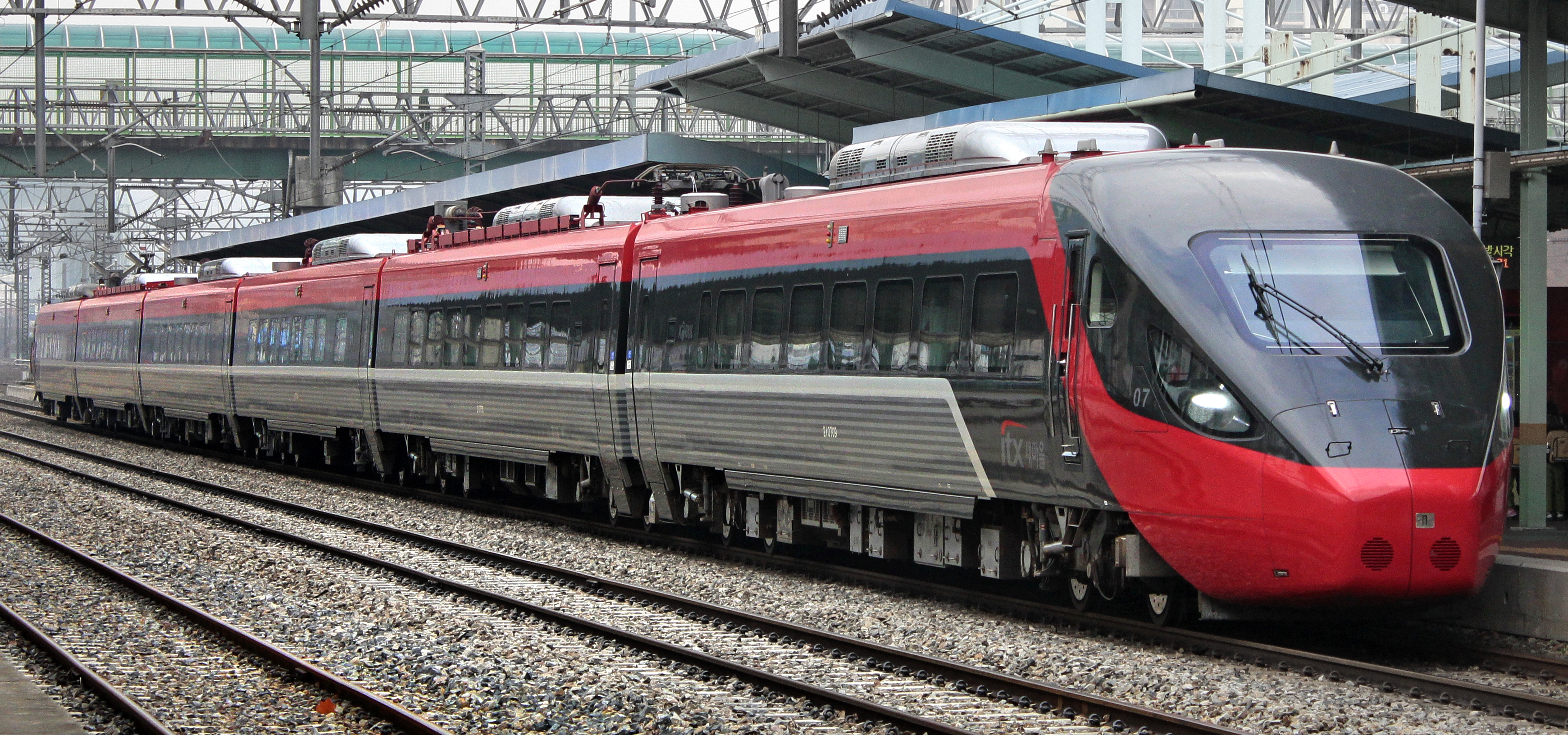
ITX-Saemaeul da Korail

Quase todas as grandes cidades da Coreia do Sul são ligadas por ferrovias, operadas pela Korail. O ITX-Saemaeul é operado na maioria das linhas ferroviárias principais, como o expresso limitado japonês ou o Intercity alemão. Além disso, o Mugunghwa-ho é o tipo mais comum e mais popular de viagem de trem intercidades, como o Regional-Express alemão. Além disso, Seul e Busan são ligadas por uma linha de trem de alta velocidade conhecida como KTX, que foi construída usando a tecnologia francesa TGV.

## Ásia Meridional

###### Índia

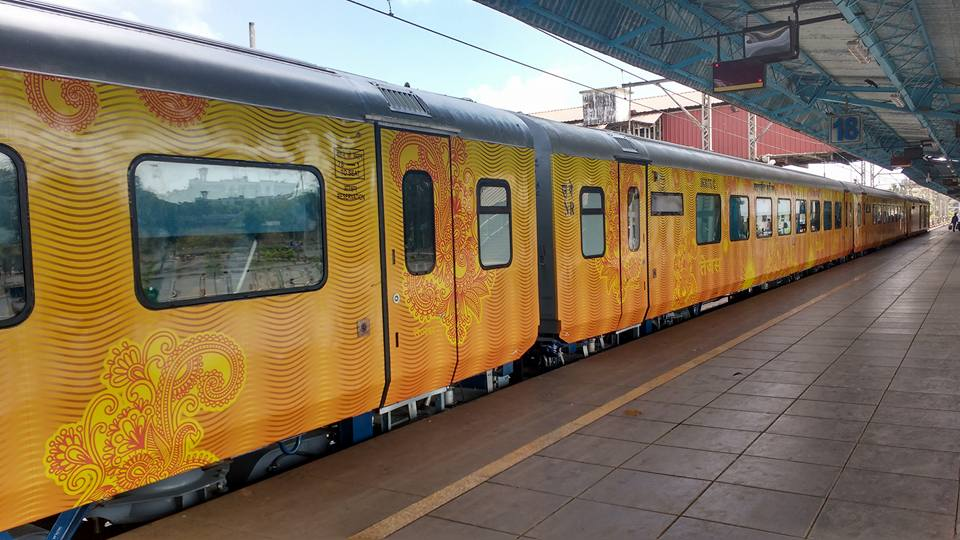
O Tejas Express no Chhatrapati Shivaji Terminus

Os trens intermunicipais da Índia são operados pela Indian Railways. Com 63 000 km (39 146 mi) de rotas ferroviárias e 6.800 estações, a rede ferroviária da Índia é a terceira maior do mundo (depois da Rússia e da China) e a maior do mundo em termos de passageiros-quilômetros. O Vande Bharat Express, Gatimaan Express Tejas Express, Tejas-Rajdhani Express, Rajdhani Express, Shatabdi Express, Jan Shatabdi Express e Duronto Express são os serviços intermunicipais mais rápidos da Índia, dos quais o Vande Bharat Express é o trem mais rápido da Índia.[carece de fontes?] Todos de longa distância as viagens geralmente exigem uma reserva e viagens sem reserva são permitidas em alguns trens.

## Sudeste Asiático

##### Camboja
Há apenas um serviço de trem no Camboja, de Phnom Penh a Sihanoukville, com paradas em Doun Kaev (Takéo) e Kampot.

##### Indonésia
Na Indonésia, a PT Kereta Api opera serviços intercidades em muitas cidades, especialmente em Java. O serviço intercidades atende a algumas das principais cidades da Indonésia, como Jacarta, Bandung, Semarang, Yogyakarta, Surakarta, Surabaya, Medan, Padang e Palembang. Na área metropolitana de Jacarta (ou Jabodetabek), a KRL Jabotabek opera o transporte intercidades e de passageiros. Atualmente, está em construção uma linha ferroviária elevada de alta velocidade entre as cidades javanesas ocidentais de Jacarta e Bandung, com o objetivo de reduzir o tempo de viagem e aliviar o congestionamento.

##### Laos
Nos últimos anos, foi iniciada a construção de uma ligação ferroviária de alta velocidade financiada pela China, a ferrovia Boten-Vientiane, comumente chamada de Ferrovia China-Laos. Uma linha ferroviária de alta velocidade totalmente eletrificada, ela faz parte de uma meta de longo prazo de conectar a China com o restante do Sudeste Asiático. A linha vai de Boten, perto da fronteira entre a China e o Laos, até Vientiane, a capital do Laos, usando trens EMU de alta velocidade.

##### Malásia

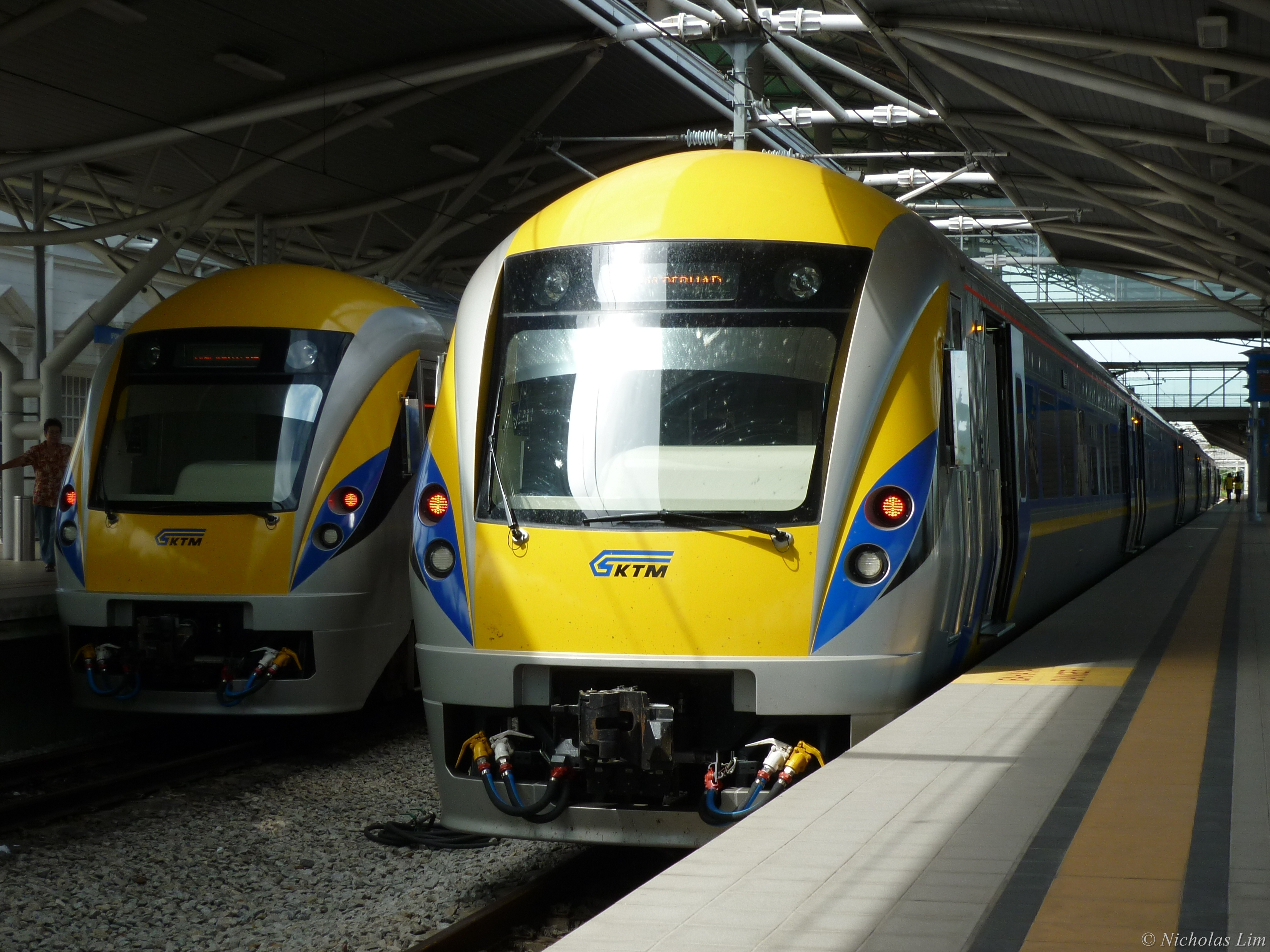
KTM ETS na Malásia

A Keretapi Tanah Melayu (Malayan Railways) opera trens expressos com locomotivas chamados KTM Intercity ao longo da Península da Malásia e até Cingapura. Na fronteira entre a Malásia e a Tailândia, estão disponíveis conexões com os trens da State Railway of Thailand. Os trens KTM Intercity são movidos a diesel e operam em um sistema de bitola única de 1.000 mm. A via férrea está sendo gradualmente duplicada e eletrificada. Na seção concluída entre o centro e o norte (fronteira), a KTM opera o Serviço de Trem Elétrico (ETS) de maior velocidade.

##### Filipinas
Desde fevereiro de 2020, a Philippine National Railways (PNR) não tem um serviço ferroviário intercidades regular, embora a agência esteja planejando reconstruir novas linhas ferroviárias. Antes da década de 1970, a ilha principal de Luzon tinha uma rede ferroviária de bitola estreita relativamente extensa, mas a priorização do governo para a construção de rodovias e os efeitos de vários desastres naturais levaram gradualmente ao declínio e ao abandono da maioria dos serviços ferroviários intercidades. Até a década de 2000, a PNR tinha dois serviços ferroviários intercidades: o Bicol Express e o Mayon Limited. O Bicol Express sai de Manila e passa por Manila, Pasay e Muntinlupa e pelas províncias de Laguna, Quezon e Camarines Sur antes de chegar a Naga. A viagem leva 10 horas. A Mayon Limited conecta Minola e Ligao em 10 horas e meia. No entanto, a bem-sucedida North-South Commuter Railway, agora em 2022, e deve ter sua construção finalizada até 2029. Uma nova ferrovia nas Filipinas está planejada para o futuro.

##### Tailândia
A Tailândia tem uma considerável rede ferroviária intercidades de bitola métrica que se estende de Bangkok, transportando cerca de 60 milhões de passageiros por ano. A construção está em andamento para conectar Bangkok a Nakhon Ratchasima usando uma linha ferroviária dedicada de alta velocidade.

##### Vietnã
Os trens no Vietnã, operados pela Vietnam Railways, ligam Hanói, Hué, Da Nang, Nha Trang e Ho Chi Minh.

## Ásia Ocidental

##### Israel
A Israel Railways opera serviços intercidades entre as quatro principais áreas metropolitanas de Israel: Tel Aviv, Jerusalém, Be'er Sheva e Haifa. No entanto, devido à pequena geografia de Israel, a maioria dos serviços ferroviários tem um padrão de serviço mais suburbano, com muitas paradas curtas em estações entre os principais centros da cidade.

## Europa

#### Europa Ocidental e Central
Na Europa, muitos trens interurbanos de longa distância são operados sob a marca InterCity (muitas vezes simplesmente IC). O InterCity (ou, inicialmente, "Inter-City" com um hífen) foi concebido pela primeira vez como um nome de marca pela British Rail para o lançamento da eletrificação da maior parte da West Coast Main Line em 1966, que trouxe novos serviços expressos entre Londres e as principais cidades de Manchester, Birmingham e Liverpool. Posteriormente, tornou-se o nome de um dos novos setores de negócios da British Rail na década de 1980 e foi usado para descrever toda a rede de rotas de passageiros da linha principal na Grã-Bretanha, mas deixou de ser usado oficialmente após a privatização. A introdução da Classe 43 (HST) da British Rail ajudou a InterCity a se tornar uma marca icônica na década de 1970.
A principal rede de trens expressos internacionais na Europa continental é chamada de EuroCity, embora alguns trens InterCity também cruzem fronteiras.
As ferrovias de alta velocidade têm relativamente poucas paradas. O serviço alemão de trens de alta velocidade foi batizado de InterCityExpress, indicando sua evolução em relação aos antigos trens InterCity. Outras linhas de alta velocidade incluem o TGV (França), AVE (Espanha), Treno Alta Velocità (Itália), Eurostar (Reino Unido-França e Bélgica), Thalys (Holanda-Bélgica-Alemanha e França), Lyria (França-Suíça) e Railjet (Alemanha-Áustria-Checia/Hungria).Na Grã-Bretanha, as conexões ferroviárias intercidades agora são operadas por várias empresas privadas, bem como por ferrovias estatais continentais, como a Avanti West Coast, LNER, EMR, CrossCountry, TransPennine Express, Greater Anglia e GWR.A rede ferroviária intercidades da Irlanda é mantida pela Iarnród Éireann e a da Irlanda do Norte é administrada pela Northern Ireland Railways.

#### Polônia
A Polish State Railways (PKP), um grupo corporativo estatal, é o principal fornecedor de serviços ferroviários.O grupo PKP detém um monopólio quase inigualável sobre os serviços ferroviários na Polônia, pois é apoiado e parcialmente financiado pelo governo nacional.
A partir de 2018, serviços estrangeiros operam na rede da Polish Railways. Eles incluem os trens EuroCity e EuroNight que operam entre destinos da Europa Ocidental e Oriental, incluindo o EN 440/441 de Berlim via Varsóvia para Moscou operado pelo trem Talgo da empresa Russian Railways.
Em 2019, o novo trem noturno de Wien para Berlim via Ostrava (CZ) e Wroclaw (PL) inicia o serviço.

#### Rússia
A Rússia tem uma densa rede de ferrovias de longa distância em todo o seu vasto território, sendo a mais longa e mais famosa a Ferrovia Transiberiana, de Moscou a Vladivostok. Rotas de trem de longa distância de mais de 1.000 ou 2.000 km são comuns, com muitas viagens que levam dois ou três dias. A velocidade é relativamente baixa: os trens têm em média 60 ou 70 km/h.

## Oceania

#### Austrália

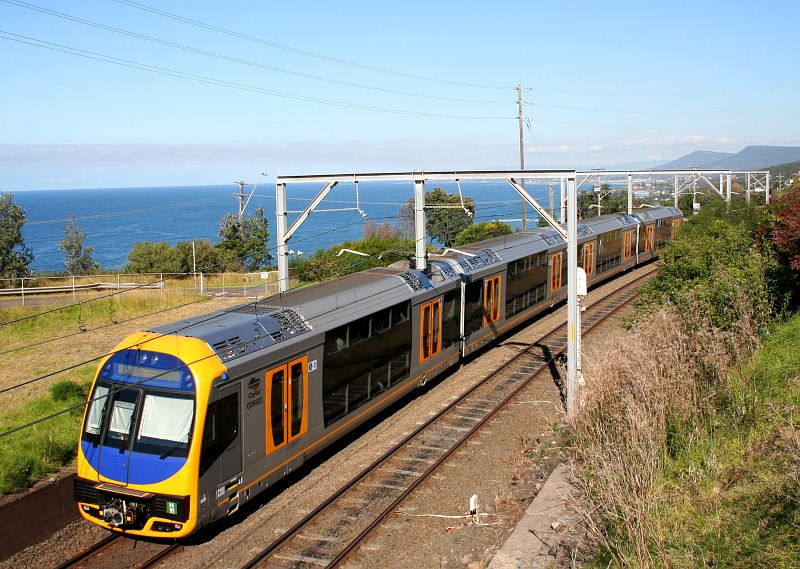
Um trem H da NSW TrainLink na South Coast Line

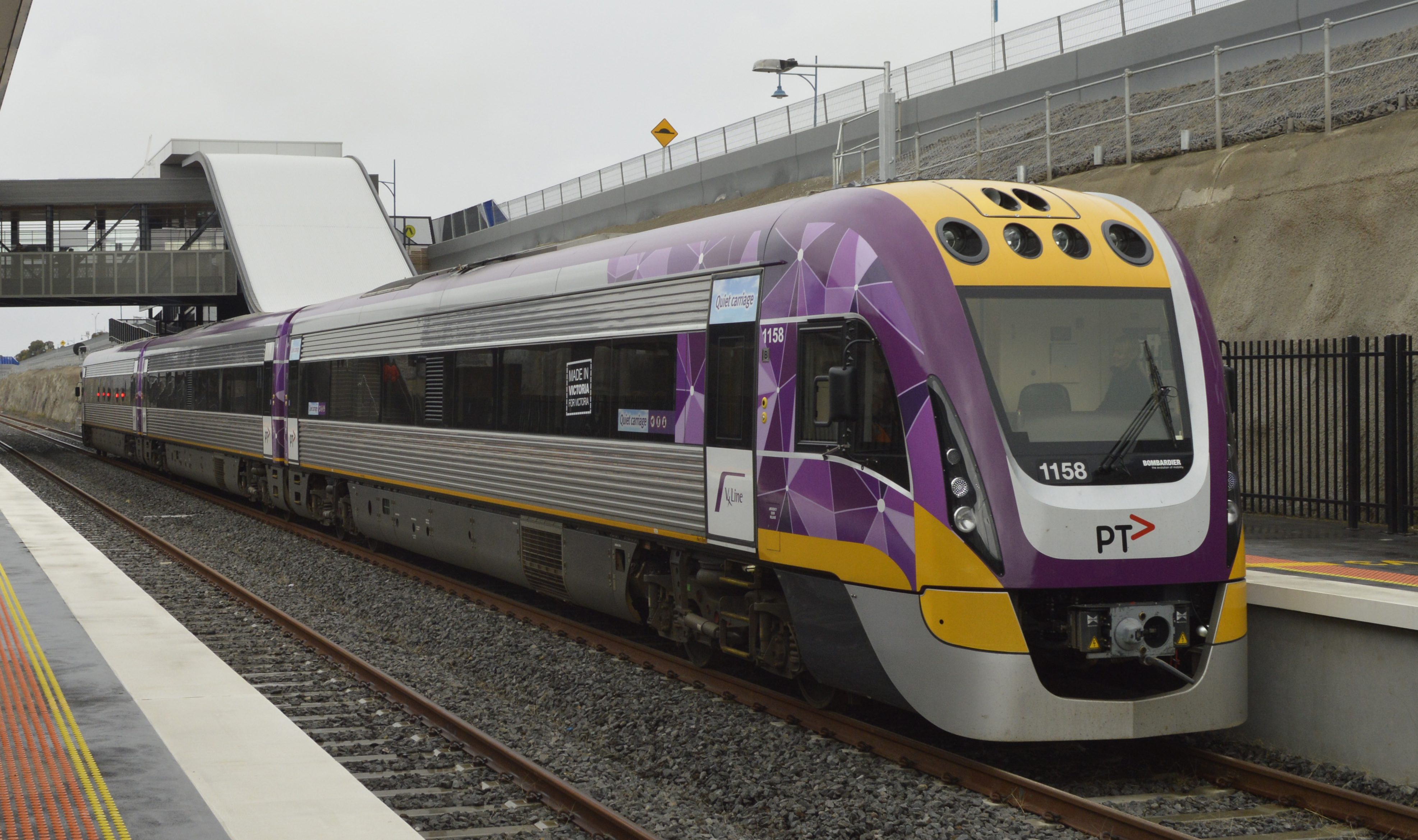
Um trem V/Line VLocity em Victoria

Na Austrália, a rede interestadual nacional operada pela Journey Beyond conecta todas as capitais da Austrália continental, exceto Canberra. No entanto, ela é voltada para o mercado de turismo de luxo. A NSW TrainLink opera serviços interestaduais de Sydney para Canberra, Melbourne e Brisbane. Os trens intercidades que percorrem distâncias mais curtas são operados pela V/Line, NSW TrainLink, Queensland Rail e Transwa. Muitos dos trens intercidades da Austrália não são verdadeiros serviços intercidades, devido à sua velocidade média de lazer e à função principal de transportar pessoas entre áreas regionais e a capital mais próxima ou para o mercado turístico. Como resultado, as redes australianas se referem a esses serviços como trens rurais ou regionais. Os trens intercidades mais rápidos em serviço regular são o Queensland Rail Tilt Train, NSW TrainLink XPT, V/Line VLocity e Transwa WDA/WDB/WDC class, todos com velocidade máxima de 160 km/h.
Na Austrália, os sistemas de trens urbanos intercidades eletrificados são usados para conectar áreas urbanas separadas por longas distâncias e usam equipamentos heavy-rail:
Na Austrália, os sistemas de trens intercidades eletrificados são usados para conectar áreas urbanas separadas por longas distâncias e usam equipamentos de trilhos pesados:
- Em New South Wales, o NSW TrainLink opera uma extensa rede intercidades de quatro rotas principais a partir de Sydney. Essas rotas vão até Newcastle e a Central Coast, as Blue Mountains, as Southern Highlands e a South Coast. A NSW TrainLink classifica seus serviços intercidades como "Intercity".
- Em Brisbane, a QR's City network opera uma rede intercidades menor de três linhas que conectam Brisbane à Gold Coast no sul, à Caboolture e à Sunshine Coast no norte e à Rosewood no oeste.
- Em Perth, uma linha ferroviária intercidades elétrica que passa pelo meio da Kwinana Freeway para servir Mandurah foi inaugurada em 23 de dezembro de 2007.

Nesses sistemas, os serviços funcionam como expressos com paradas limitadas na área suburbana ou como ônibus que terminam onde as linhas suburbanas terminam.
Um projeto não elétrico em grande escala de quatro linhas regionais conhecido como Regional Fast Rail está em operação em Victoria. As atuais viagens intercidades fora da área suburbana geralmente são realizadas por locomotivas, principalmente em serviços de longa distância, devido à falta de eletrificação de Victoria fora de Melbourne.

#### Nova Zelândia
Na Nova Zelândia, existem atualmente três serviços de passageiros de longa distância classificados como intercidades: o Coastal Pacific, o Northern Explorer e o TranzAlpine. Sua baixa velocidade média é limitada pelo terreno acidentado atravessado, especialmente no meio da North Island, onde o North Island Main Trunk tem muitas curvas acentuadas e declives íngremes. Devido a essas velocidades, bem como à priorização do transporte ferroviário na Nova Zelândia em relação ao frete, esses serviços de passageiros atendem principalmente ao mercado turístico, semelhante às rotas de longa distância na Austrália.
Outros serviços atuais de passageiros de transporte regional incluem a Capital Connection, Te Huia e a Wairarapa Connection. Uma rede de serviços ferroviários de passageiros regionais e de longa distância até meados do século XX foi amplamente substituída por serviços aéreos ou de ônibus.